# 대교어린이TV
대교어린이TV는 주식회사 대교에서 운영하는 대한민국의 교양 정보 케이블 텔레비전 채널이다. 방송 서비스와 더불어 아이의 전인적 발달과 성장에 필요한 놀이 전문 콘텐츠를 제공한다.

## 역사
1995년 3월 1일 대교방송이라는 이름으로 정식 개국하였으며, 2000년에는 하루 24시간 종일 방송을 시작하였다. 이후 2002년에는 채널명을 어린이TV로 변경하였고, 2000년대 초중반 이후에는 정보, 교육, 교양, 외국어 관련 프로그램의 편성을 대폭 축소하였다. 반면, 국산 및 수입 애니메이션의 편성 비율은 크게 확대되었다.
2002년 독일 EM-TV와의 전략적 제휴를 통해 유럽의 고품질 어린이 및 유아 대상 프로그램을 도입하였으며, 자체 제작 프로그램인 《아추랑 콩콩》, 《책이랑 쑥쑥》, 《유치원에 가자》 등을 지속적으로 기획·방송함으로써 어린이·유아 전문 채널로서의 기반을 구축하였다.
2019년에는 어린이 역사 프로그램 《히스토리AR》을 방영하여, 어린이들이 태블릿PC를 활용해 역사 퀴즈 속 미션 장소를 탐방하는 형식의 새로운 콘텐츠를 선보였다.
현재는 저연령층을 주요 시청 대상으로 삼아 애니메이션 중심의 편성을 지속적으로 강화하고 있다.

## 주요 장르
- 애니메이션: 국내외의 인기 애니메이션 총 망라. TV 시리즈, 극장판 시리즈 애니메이션.
- 교양 · 오락: 어린이TV만의 오리지널 제작 프로그램. 어린이 신동, 유소년 축구 등 다양한 분야
- 정보 · 교육: 오감놀이에서부터 아이를 위한 엄마의 교육까지 엄마와 아이를 위한 정보/교육 프로그램
- 외국어: 그림과 영상으로 배우는 재미있는 영어 학습. 제2외국어 중국어 교육 프로그램.
- 음악: 이 서비스를 통해 배우는 엄청 재미있는 음악이다.
- 드라마/영화: 국내외의 인기 드라마나 영화 등 총 망라. TV 서비스를 통해 안전을 사용하거나 치명적인 볼 수 있거나 의사들의 즉시 안내 해 줍니다. 이 코로나19는 2020년 대한민국 부터는 코로나가 있는 경우 사회적 거리두기도 하고, 손소독을 사용하거나, 손을 씻을 수 있게 됩니다.
- 예능: 국내외의 인기 서비스를 통해 검색하거나 제목을 입력하거나 계속적으로 빠른 찾을 수 있게 됩니다.

## 프로그램

### ㄱ
- 골판지 전사
- 공룡메카드
- 구슬대전 배틀비드맨
- 가면라이더 가부토
- 가면라이더 고스트
- 가면라이더 드라이브
- 가면라이더 위저드
- 가면라이더 에그제이드
- 긴급출동 레스큐 파이어
- 구름빵
- 강철소방대 파이어로보
- 골판지 전사

### ㄲ
- 까이유
- 꼬꼬댁 알을 낳았어요
- 꼬마 기관차 토마스와 친구들
- 꼬마버스 타요
- 꾸러기 상상여행
- 꿈속의 뮤
- 꿈의 보석 프리즘스톤
- 꿈의 왕국 소피 루비
- 꼬마용 타발루가
- 꼬마공룡 크앙
- 꼬미마녀 라라

### ㄴ
- 내 친구 펭귄 핑구
- 내 친구 코리리
- 내 친구 우비소년
- 내 친구 아서
- 내 친구 반인반어
- 내 마음은 무지
- 나비의 모험

### ㄷ
- 두다다쿵
- 도라 디 익스플로러
- 다이노 코어
- 동키콩
- 돌격! 빠빠라대

### ㄸ
- 따라해요 붐치키붐
- 뚝딱뚝딱 밥아저씨
- 따개비 루
- 또봇 V

### ㄹ
- 로보짱 큐빅스
- 레인보우 루비
- 라바
- 라바 아일랜드
- 레전드 히어로 삼국전
- 로보카 풀리
- 레인보우 버블젬

### ㅁ
- 마기 (만화)
- 마법천자문
- 메탈 베이블레이드
- 미라큘러스: 레이디버그와 블랙캣
- 마다가스카의 펭귄
- 메타제트
- 명탐정 핑크퐁과 호기
- 마계학교 이루마군
- 매직펜던트 대모험
- 마카앤로니 3

### ㅂ
- 브레드 이발소 4 베이커리 빵스타즈
- 브룸
- 부릉! 부릉! 부루미즈
- 볼트론 특공대
- 베르사이유의 장미
- 범죄와의 전쟁: 나쁜놈들 전성시대
- 베리베리 뮤우뮤우
- 베리베리 뮤우뮤우 뉴
- 변신자동차 또봇
- 보글보글 쿡
- 바이클론즈
- 보노보노
- 블루스 클루스
- 보거스는 내 친구
- 비트윈 더 라이언스
- 빅 블루

### ㅃ
- 빨간코 알루
- 뽀롱뽀롱 뽀로로
- 빨간 트랙터 통통
- 쁘띠쁘띠 뮤즈
- 뿡뿡빵빵 부부맨

### ㅅ
- 소방관 샘 아저씨
- 수퍼와이
- 샐리의 그림일기
- 시간여행자 루크
- 신비아파트 444호
- 신비아파트
- 스낵월드
- 소피 루비
- 숲속 배달부 빙빙
- 소스리아
- 샤샤 앤 마일로

### ㅇ
- 아따아따
- 엄마 까투리
- TV유치원
- 용감한 소방차 레이
- 아스타를 향해 차구차구
- 어리 이야기
- 오스카의 오아시스
- 엉덩이 탐정
- 우주해적 미토의 대모험
- 열려라 세서미 스트리트
- 완소! 퍼펙트 반장
- 우당탕탕 아이쿠
- 에그엔젤 코코밍
- 요괴메카드
- 엔진박사 엔지벤지
- 요호 아호이
- 우리는 곰돌이 가족
- 아이언 키드
- 울트라맨 다이나
- 유후와 친구들
- 아추랑 콩콩
- 안녕 자두야
- 안녕! 괴발개발
- 인:앱

### ㅈ
- 조디악 나이츠
- 쥬로링 동물탐정
- 쥐라기 월드컵
- 쥐라기캅스
- 장미빛 연인들
- 쫑아는 사춘기
- 주디세이

### ㅊ
- 천방지축 모험왕
- 초속변형 자이로제타
- 치로와 친구들
- 출동! 슈퍼윙스
- 칙칙폭폭 처깅턴
- 최강합체 믹스마스터
- 최강전사 미니특공대
- 출동 케이캅
- 칙칙폭폭 토마스 기관차

### ㅋ
- 큐빅스
- 캡슐보이
- 콩순이는 못말려
- 콩닥콩닥 콩콩
- 카드파이트 뱅가드
- 캐니멀
- 캐치! 티니핑
- 크리켓팡
- 크앙과 게임해요
- 카비온

### ㅌ
- 토끼네 집으로 오세요
- 토리코
- 터닝메카드
- 터닝메카드 W
- 태극천자문
- 티티 체리
- 토몬카

### ㅍ
- 포켓몬스터
- 플라워링 하트
- 프리파라
- 프라몬 원정대
- 팬티히어로
- 파이어 엠블렘
- 패트와 매트
- 파워배틀 와치카
- 파워캐치 완다
- 플라워링 하트
- 펭귄의 문제

### ㅎ
- 하품요정 아쿠비
- 한다면 한다! 한다맨
- 헬로 코코몽
- 헬로 카봇
- 흔한남매
- 하프와 친구들

### 특집 프로그램
- 대교어린이TV 코러스코리아(매년 1회 방송)
- 대교어린이TV 음악콩쿠르

## 성우
- 1994년부터 애니메이션 더빙 등에 기용할 성우를 공개채용하여, 대교방송 성우극회를 산하에 두고 있다.